# Adán Sánchez
Adán Santos Sánchez Vallejo (ur. 14 kwietnia 1984 w Torrance w Kalifornii, zm. 27 marca 2004 w Sinaloa w Meksyku) – piosenkarz meksykański, mieszkający w Los Angeles (USA).
Był synem Marcelino "Chalino" Sancheza, wykonawcy ballad, zamordowanego w 1992 przez porywaczy. Wydał 9 albumów z balladami romantycznymi, wiele z nich poświęcił pamięci ojca.
Niektóre albumy:
- Dios Me Nego (2000)
- Siempre Y Para Siempre (2002)
- Homenaje a Mi Padre (2003)

Zginął w wypadku samochodowym w trakcie podróży promocyjnej po Meksyku.